# Stazione di Cittadella (Bari)
Stazione di Cittadella vasútállomás Olaszországban, Bari településen.

## Vasútvonalak
Az állomást az alábbi vasútvonalak érintik:
- Bari–San Paolo-vasútvonal

## Kapcsolódó állomások
A vasútállomáshoz az alábbi állomások vannak a legközelebb:
- Stazione di San Gabriele (Stazione di Cecilia, Bari–San Paolo-vasútvonal)
- Stazione di Tesoro (Stazione di Bari Centrale (FT), Bari–San Paolo-vasútvonal)